# Ма Лінь
Ма Лінь  (кит.: 马琳, 19 лютого 1980) — китайський настільний тенісист, олімпійський чемпіон.

## Виступи на Олімпіадах
| Олімпіада  | Дисципліна       | Місце |
| ---------- | ---------------- | ----- |
| Афіни 2004 | одиночний розряд | 9T    |
| Афіни 2004 | парний розряд    | 1     |
| Пекін 2008 | одиночний розряд | 1     |
| Пекін 2008 | командні         | 1     |